# Aristobrotica delecta
Aristobrotica delecta là một loài bọ cánh cứng trong họ Chrysomelidae. Loài này được Gahan mô tả khoa học vào năm 1891.